# The Kinks Are the Village Green Preservation Society
The Kinks Are the Village Green Preservation Society (рус. The Kinks — общество по защите цветущей деревни) — шестой студийный альбом английской рок-группы The Kinks, выпущенный 22 ноября 1968 года на лейбле Pye Records в Великобритании и на лейбле Reprise Records в США. Этот альбом стал для группы последним, выпущенным ей в первоначальном составе — бас-гитарист Пит Куайф покинул группу в начале 1969 года. Коллекция виньеток из английской жизни, альбом The Kinks Are the Village Green Preservation Society был составлен из песен, написанных за два года.
Этот альбом считается одной из наиболее влиятельных работ The Kinks, однако сразу он успеха в чартах не получил. Первоначальные продажи составили всего 100 000 копий. В 2003 году альбом занял 258-е место в списке «500 величайших альбомов всех времён» по версии журнала Rolling Stone и он был описан Uncut в 2014 году как «блестящий концептуальный альбом». В списке «1000 лучших альбомов всех времён» Колина Ларкина альбом стоит на 141 месте.

## Предыстория
Песня «Village Green» была записана во время записи альбома Something Else by The Kinks, но Рэй отказался от этой песни и начал копить идеи для концептуального альбома посвящённый цветущей деревне. Интерес группы к данной теме начал расти в середине 1967 года: в июньском интервью Дейв Дэвис упомянул, что в сентябре Рэй Дэвис выпустит свой сольный альбом, который, по словам Дуга Хинмана, «вероятно, относится к планам Рея для коллекции песен с лондонской тематикой аля „Waterloo Sunset“, идея которой, кажется, мгновенно появляется и исчезает, или его концепция о цветущей деревне, которое, похоже, укрепилось». Группа провела остаток года в студии, завершая запись Something Else, затем взяла небольшой перерыв, прежде чем начать работу над альбомом Village Green.

## Об альбоме

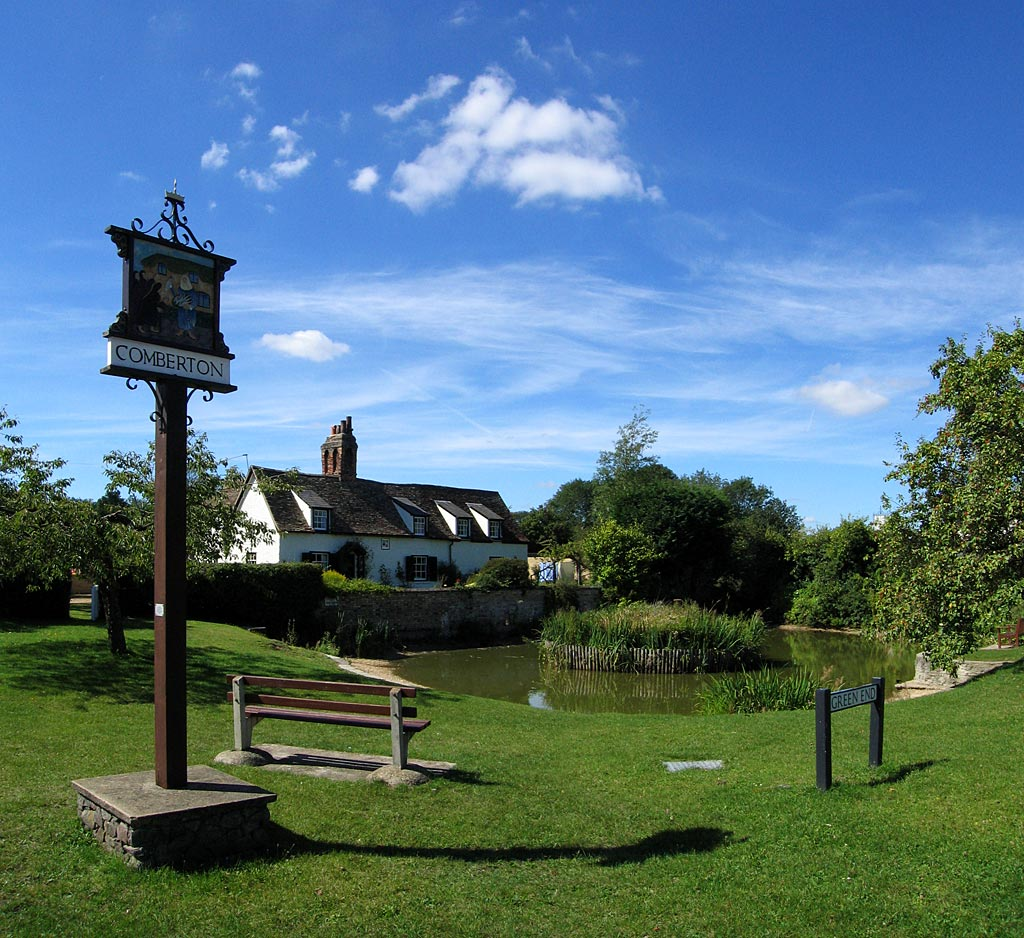
Деревенская лужайка, коммунальное зелёное парковое пространство под открытым небом, обычно расположенное в деревне или сельской местности, используемое для отдыха и развлечения (такие виды спорта, как крикет, распространены на лужайке); Место встречи жителей деревни во время празднования или публичных церемоний.

В ноябре 1966 года была написана композиция «Village Green», которая была вдохновлена поездкой в Девон, Англия в конце 1966 года. Рэй также добавил, что на него оказало влияние радиопостановка Дилана Томаса «Под млечным лесом». Песня предлагает широкую тему: «я скучаю по деревенской зелени и всем простым людям», мир, который можно было бы расширить, добавив «Animal Farm», которая является «грязной старой лачугой, которую мы называли нашим домом», и «Sitting by the Riverside». Это было заполнено набросками разных персонажей, чьи характеры были взяты из жизни: возлюбленной детства писателя Дейзи и Уолтера, когда-то близкого друга, теперь уже женатого, Джонни «Грома», местного хулигана, и Моники, проститутки.
Дэвис не сочинял песни в соответствии с заранее определенной темой альбома, но определенная общность складывается в его лирических интересах того времени. Стивен Томас Эрлевайн из AllMusic описал Village Green как «концептуальный альбом, оплакивающий уход старомодных английских традиций». Намеренная англичанизированность образов текстов песен, возможно, частично была вызвана исключением группы из США.
Но деревенская зелень была также метафорой, фантазией «Уолта Диснея» об идеальном защищенном месте уединения, которое, как впоследствии предположил Дэвис, скорее всего, должно было быть записано в сольном альбоме или личном дневнике: « все это, вероятно, у меня в голове…. У каждого есть своя деревенская лужайка, куда ты идёшь, когда мир становится слишком большим».
Рэй Дэвис, который сам страдал от умственного истощения, изолированный и сознающий «дыру», в которой он был — либо поражённым системой, либо вообще не существовал, пел следующее: «этот мир большой, дикий и наполовину безумный <…> Это тяжелый, тягостный мир, если он вас угнетает — мечты часто исчезают и умирают в плохом, плохом мире со всеми, кто толкает друг друга <…> все люди, которые думают, что у них есть проблемы <…> не позволяй этому сбить тебя с толку». Он советует одному другу (в песне «Starstruck»): «Потому что ты жертва ярких огней города / и ваш разум не прав. <…> ты бегаешь, как будто ты сумасшедший <…> встать на ноги — это сведёт тебя с ума, потому что мир не такой уж и ручной».
Автор признается: «Я искал славы и поэтому оставил деревенскую лужайку. / Я отведу тебя туда, где играют настоящие животные, а люди — это настоящие люди, а не просто играющие их роль. Это тихая, спокойная жизнь». Деревенская лужайка предлагает естественное место, место уединения, в то время как «город» — это аллегория искусственности, спешки, конкуренции и опасности Холодной войны. Касаемо скотного двора, Рэй Дэвис сказал следующее: «я просто думал, что все остальные сумасшедшие, а мы все животные в любом случае — что на самом деле является идеей всего альбома».

## Список композиций
Слова и музыка всех песен — Рэй Дэвис.
| №   | Название                                                                    | Длительность |
| --- | --------------------------------------------------------------------------- | ------------ |
| 1.  | «The Village Green Preservation Society»                                    | 2:45         |
| 2.  | «Do You Remember Walter?»                                                   | 2:23         |
| 3.  | «Picture Book»                                                              | 2:34         |
| 4.  | «Johnny Thunder»                                                            | 2:28         |
| 5.  | «Last of the Steam-Powered Trains»                                          | 4:03         |
| 6.  | «Big Sky»                                                                   | 2:49         |
| 7.  | «Sitting by the Riverside»                                                  | 2:21         |
| 8.  | «Animal Farm»                                                               | 2:57         |
| 9.  | «Village Green»                                                             | 2:08         |
| 10. | «Starstruck»                                                                | 2:18         |
| 11. | «Phenomenal Cat» (В винил-издании имеет другое название — «Phenominal Cat») | 2:34         |
| 12. | «All of My Friends Were There»                                              | 2:23         |
| 13. | «Wicked Annabella»                                                          | 2:40         |
| 14. | «Monica»                                                                    | 2:13         |
| 15. | «People Take Pictures of Each Other»                                        | 2:10         |

## Участники записи
The Kinks:
- Рэй Дэвис — вокал, ритм-гитара, клавишные, губная гармоника, саксофон, труба, тромбон, аккордеон, гобой, флейта
- Дейв Дэвис — вокал («Wicked Annabella»), бэк-вокал, соло-гитара
- Пит Куайф — бэк-вокал, бас-гитара
- Мик Эйвори — барабаны, перкуссия

Приглашённые музыканты:
- Ники Хопкинс — клавишные, меллотрон
- Раса Дэвис — бэк-вокал